# Beiderwand
Beiderwand är en form av dubbelväv med ett skikt i tät tuskaft av lin eller bomull och ett annat med gles varp för ett färgat mönsterinslag som oftast vävdes med ull.
I omönstrade partier bildas två fristående vävskikt men i de mönstrade binds vävskikten samman. På avigsidan bildar bindevarpen längsgående ränder.
Sannolikt finns stora likheter med dubbelväven lampas som periodvis ansetts vara en egen vävteknik men nu betraktas som samma som Beiderwand.